# هالبرت باورز غيليت
هالبرت باورز غيليت (بالإنجليزية: Halbert Powers Gillette)‏ هو مهندس أمريكي، ولد في 1869، وتوفي في 1958.